# Madrid Panteras
I Madrid Panteras sono stati una squadra di football americano di Madrid e di Getafe, in Spagna; fondati nel 1989, hanno chiuso nel 1998. Hanno vinto 2 titoli nazionali e 3 coppe di Spagna.

## Palmarès
- 2 Campionati spagnoli (1995, 1996)
- 3 Coppe di Spagna (1995-96, 1996-97, 1997-98)
- 1 Trofeo Palos de Madrid (1990-91)